# Cécile Mazan
Cécile Mazan est une comédienne française.

## Filmographie sélective

### Cinéma
- 1996 : Une belle nuit de fête : Court métrage
- 1989 : Un monde sans pitié : Francine
- 1986 : L'État de grâce : Nathalie

### Télévision
- 1991 : Cas de divorce : Maître Lefevre